# Кларк (окръг, Мисисипи)
Вижте пояснителната страница за други населени места с името Кларк.
Окръг Кларк (на английски: Clarke County) е окръг в щата Мисисипи, Съединени американски щати. Площта му е 1795 km², а населението - 16 732 души (2010). Административен център е град Куитман.